# Brink’s-Mat rablás
A Brink's-Mat rablás 1983. november 26-án történt a londoni Heathrow International Trading Estate-ben. Egy raktárból 26 millió font (2019-ben 100 millió fontnak megfelelő összeg) értékű aranyrudat, gyémántokat és készpénzt loptak el. Az aranyrudak a Johnson Matthey Bankers Ltd tulajdonát képezték, amely a következő évben összeomlott, miután nagy összegű kölcsönöket nyújtott csalóknak és fizetésképtelen cégeknek. Két férfit elítéltek, de az arany nagy részét soha nem sikerült visszaszerezni. A Lloyd's of London biztosító kifizette a veszteségeket. Valamint az ügyhöz több haláleset is kapcsolódik. 

## A rablás
A Brink's-Mat rablás 1983. november 26-án, szombaton 06:40-kor történt, amikor hat rabló betört a Brink's-Mat raktárába, a nyugat-londoni Heathrow repülőtér közelében lévő Heathrow International Trading Estate 7-es egységébe. A hatóságok úgy jellemezték az esetet, mint "az évszázad bűncselekménye". 
A banda Anthony Black biztonsági őr segítségével jutott be a raktárba. Miután bejutottak, benzinnel leöntötték a személyzetet, és égő gyufával fenyegették meg őket, ha nem árulják el a páncélterem kombinációjának számait, felgyújtják őket. A rablók 3,2 millió font készpénzt akartak ellopni, de ehelyett három tonna aranyrudat találtak és 26 millió font (2019-ben 100 millió fontnak megfelelő) értékű aranyat, gyémántot és készpénzt loptak el.

## Letartóztatások
Két nappal a rablás után egy Bath közelében lévő szomszédos ingatlanon, egy kerti kunyhóban egy házaspár felfigyelt egy fehéren izzó olvasztótégelyre. Mivel azt gyanították, hogy ez összefüggésben lehet a napokban történt rablással, azonnal értesítették a rendőrséget. A kiérkező rendőröknek megmutatták a kunyhót, ám a rendőrök azt mondták, hogy az nem tartozik a hatáskörükbe, ezért továbbítják az információt a területileg illetékes rendőrségnek. A házaspárt egyszer sem kérték fel, hogy tegyenek vallomást a rendőrségen, vagy tanúskodjanak a bíróságon. Nem adtak magyarázatot arra vonatkozóan sem, hogy a rendőrség miért nem járt el azonnal a bejelentés után. Tizennégy hónappal később házkutatást tartottak a helyiségekben, és megtalálták a kemencét. A tulajdonost, John Palmert, egy helyi ékszerészt és aranyrúd-kereskedőt letartóztatták. A bíróságon Palmer elmondta, hogy nem tudott arról, hogy az aranynak köze van a rabláshoz, ezért minden vád alól felmentették. 
Az egyik rablót, Brian Robinsont azután fogták el, hogy a sógora, a biztonsági őrség beépített embere, Black átadta a nevét a nyomozó tiszteknek. Őt 1983 decemberében tartóztatták le. 
A Scotland Yard hamar felfedezte a családi kapcsolatot, és Black bevallotta, hogy segített a rablóknak, kulcsot adott nekik a főbejárathoz, és részleteket adott ki nekik a biztonsági intézkedésekről. 
Micky McAvoy a saját részesedésének egy részét társaira, Brian Perryre és George Francisre bízta. Perry felvette Kenneth Noye-t, aki szakértő volt a maga területén, hogy rendelkezzen az arannyal. Noye beolvasztotta az aranyrudakat és újraöntötte eladásra, rézérméket keverve bele, hogy a származását álcázza. A nagy mennyiségű pénz hirtelen mozgása egy bristoli bankon keresztül azonban a Bank of England tudomására jutott, amely értesítette a rendőrséget. 
Noye-t rendőri megfigyelés alá helyezték. 1985 januárjában megölt egy rendőrtisztet, John Fordham nyomozót, akire a kertjében figyelt fel. Azonban az esküdtszék ártatlannak találta. 

## Az ítéletek
Az Old Bailey-ben 1984 decemberében tartott tárgyaláson McAvoy-t fegyveres rablásért 25 év börtönbüntetésre, Blacket hat évre ítélték. 
1986-ban Noye-t bűnösnek találták a Brink's-Mat arany értékesítésére irányuló segédkezésben, ezért őt 500000 font pénzbírságra ítélték, valamint kötelezték a 200000 font eljárási költség megtérítésére, ezenfelül fő büntetésként 14 év börtönbüntetésre ítélték. Hét évet ült le, mielőtt 1994-ben szabadult volna. George Francis-t később meggyilkolták, amivel McAvoy-t gyanúsították. 
McAvoy kísérletei, hogy alkut kössön a pénzből való részesedésének visszaszolgáltatására a büntetés csökkentéséért cserébe, kudarcba fulladtak, mivel addigra a pénz eltűnt. 1995 januárjában a Legfelsőbb Bíróság 27488299 font megfizetésére kötelezte McAvoy-t, így a teljes ellopott összegért ő lett a felelős. A börtönből 2000-ben szabadult. 
1996-ban Noye egy közúti baleset során megölte Stephen Cameron sofőrt. Spanyolországban letartóztatták és kiadták, majd 2000-ben elítélték Cameron meggyilkolásáért, és életfogytiglani börtönbüntetést kapott.

## A visszaszerzés

### Az arany
A három tonna ellopott arany nagy része soha nem került elő, és a másik négy rablót soha nem ítélték el. 1996-ban úgy gondolták, hogy az arany körülbelül fele, az a rész, amelyet beolvasztottak és újraöntöttek, visszakerült a legális aranypiacra, beleértve a valódi tulajdonosok, a Johnson Matthey tartalékait is. 1996-ban a BBC szerint egyesek azt állították, hogy aki 1983 után az Egyesült Királyságban vásárolt arany ékszert visel, az valószínűleg Brink's-Mat rablásból származó aranyat viseli.

### AVolfrámhamisítványok
1983. december 21-én, kevesebb mint négy héttel a rablás után, az osztrák rendőrség letartóztatott öt férfit - négy olasz és egy osztrák - egy bécsi szállodában. A rendőrség tíz olyan rudat is talált, amelyeken a Brink's-Mat rablás során ellopott rudak finomítói jelzéseit és sorozatszámait viselték. 
A rendőrségi szóvivő szerint a rudak aranybevonatú volfrámhamisítványok voltak, ezért nem lehettek a Johnson Matthey ellopott aranyrudai. Elmondta, hogy a letartóztatott férfiak azt tervezték, hogy csalárd módon azt állítják, hogy a Heathrow-i rablásból származnak. Nem adtak magyarázatot arra, hogy a hamisítók hogyan jutottak hozzá a rudak nem publikált sorozatszámaihoz, sem arra, hogy milyen hasznuk származott volna abból, ha lopott tárgyakat hamisítanak ilyen módon.

### Panama-iratok
A Panama-iratok szerint egy Gordon Parry nevű személy nagy mennyiségű készpénzt mosott tisztára a rablásból az arany eladása után, amelyből kiderül, hogy egy Centre Services nevű jersey-i offshore pénzügyi közvetítő cég 12 hónappal a Heathrow-i rablás után egy meg nem nevezett ügyfél nevében felkérte a Mossack Fonsecát egy panamai cég létrehozására. Parry irányítása alatt fontmilliók áramlottak át az így létrejött Feberionon és más fedőcégeken keresztül svájci, liechtensteini, jersey-i és man-szigeti bankokon keresztül. Egy férfi, akit azonosítottak, aki 500000 font készpénzt helyezett el a Hong Kong & Shanghai Banknál, feltehetően a hírhedt fegyveres rabló, David Moore volt. 
A Feberionhoz két sarki igazgatót neveztek ki, majd a cég két bemutatóra szóló részvényt bocsátott ki. Parry offshore cégeket használt, és a 10,7 millió fontra becsült pénzeszközöket olyan tranzakciók révén hasznosította újra, amelyek a londoni Docklandsben lévő földterületeket, néhány épületet, amelyek korábban a Cheltenham Ladies' College részét képezték, egy kenti farmházat McAvoy barátnőjének, Kathleen Meacocknak, valamint egy 400000 fontos otthont saját maga és családja számára, a kenti Chartwell közelében lévő Crockham House-t foglalták magukba. A Metropolitan Police 1986 végén a jersey-i hatóságokkal együttműködve rajtaütött a Centre Services irodáin, lefoglalták az iratokat és a két Feberion bemutatóra szóló részvényt. 
1987-ben Jürgen Mossack, az ügyvédi iroda vezetője visszaszerezte az irányítást a vállalat felett, és Parry új igazgatókat nevezett ki, akiket arra utasítottak, hogy 98 új részvényt bocsássanak ki a Western Cross Inc. számára, amely egy Parry illetve társai által ellenőrzött fedőcég volt. 1995-ben a Brink's-Mat ügyvédi iroda végül átvette az irányítást a Feberion és annak eszközei felett. A Crockham House-t eladták, és Parry felesége, Irene Beaumont vásárolta vissza.

## A Johnson Matthey Bankers Ltd összeomlása
1984. szeptember 30-án, kevesebb mint egy évvel a Brink's-Mat rablás után a Johnson Matthey banki és aranykereskedő részlege (Johnson Matthey Bankers Ltd) összeomlott, és a londoni aranypiacok integritásának védelme érdekében a Bank of England vette át. A veszteségek több mint 300 millió dollárt tettek ki. A bank több éven keresztül nagyon nagy összegű kölcsönöket nyújtott csalóknak és fizetésképtelen vállalkozásoknak, és komoly és megmagyarázhatatlan hiányosságok voltak a nyilvántartásában. A csalási osztályt hívták be, hogy vizsgálja ki a bankot és egyes ügyfeleket. 

## A Brink's-Mat „átka”
Az úgynevezett „Brink's-Mat átka” vagy „Brink's-Mat milliók átka” az állítólagosan érintettek közül sokak korai halálára utal. A londoni bűnözői alvilág tagjai úgy vélték, hogy ezek a halálesetek az arany tisztára mosásával állnak összefüggésben. 
- 1990-ben a Nagy Vonatrablás egykori pénztárosa, Charlie Wilson a spanyolországi Marbellába költözött, ahol azzal gyanúsították, hogy kábítószer-csempészetben vett részt.[21][22] 1990-ben a Brink's-Mat rablásból származó bevétel egy részének tisztára mosására szerződtették, és a befektetők 3 millió fontot veszítettek általa.[23] 1990. április 23-án Wilsont agyonlőtték.[23]
- Donald Urquhart volt az egyik pénzmosó a rablásból származó bevételből; 1993 januárjában lőtték agyon a közép-londoni Marylebone High Street-en.[24][25] A besúgó Kenneth Regan segített a rendőrségnek információkkal Urquhart meggyilkolásáról. Graeme Westet később börtönbe zárták Urquhart meggyilkolásáért, akárcsak bűntársát, Geoffrey Heathet, aki a gyilkosságot kitervelte.[26][27]

- 1998. december 5-én Solly Nahome hatton gardeni ékszerészt lelőtték a háza előtt.[4] 1998. december 5-én Solly Nahome az Adams család „finanszírozója” és társa volt, akiket szintén azzal gyanúsítottak, hogy részt vettek a Brinks-Mat aranyának tisztára mosásában. Meggyilkolását megelőzően Nahome társa és ékszerésze, Gilbert Wynter 1998. március 9-én eltűnt a barátnőjével közös otthonából. Úgy vélték, hogy Nahome-ot és Wyntert egy kannabiszüzletből származó 800 000 font eltűnése miatt gyilkolták meg, míg a gyanú szerint egy rivális banda azért ölte meg Nahome-ot és Wyntert, hogy zavart keltsen.
- 2001 közepén Brian Perryt lelőtték.[4][28]
- 2003. május 14-én George Francist John O'Flynn lőtte agyon Francis Bermondsey-ben lévő futárüzlete előtt.[4][28][29] George Francis a Krays egykori társa volt, akiről úgy vélték, hogy részt vett az arany tisztára mosásában. Francis túlélt egy ellene elkövetett merényletet, amikor 1985 májusában vállon lőtték az általa vezetett essexi kocsma közelében, miután állítólag nem fizetett 100 000 fontot azért, hogy az esküdtszék felmentse Lennie „Teddy Bear” Watkinst, aki Peter Bennett meggyilkolásáért állt bíróság előtt; egy vámnyomozót, akit Watkins egy dulakodás során lelőtt.[30]
- 2015. június 24-én lelőtték John „Goldfinger” Palmert.[29]

## Népszerűsége a médiában
- 1992-ben forgatták a Fool's Gold című, a rabláson alapuló tévéfilmet, amelyben McAvoy-t Sean Bean alakította.[31]
- 2003. november 4-én a Channel 4 dokumentumfilmet sugárzott a rablás eseményeiről.[32]
- 2010-ben egy másik dokumentumfilmet is sugárzott a Crime Network.[33]
- 2017. február 4-én a Channel 5 egy új dokumentumfilmet sugárzott, amely aktualizálta az eseményeket, beleértve John Palmer halálát is. Az új dokumentumfilmben első kézből származó beszámolók hangzottak el azoktól a biztonsági őröktől, akik a rablás reggelén műszakban voltak, valamint az ügyön dolgozó rendőröktől.
- 2017. április 1-jén a BBC Radio 4 sugárzott egy drámát The Hatton Garden Heist címmel, amely a Brink's-Mat rablás eseményeit tartalmazta.[34]

## Fordítás
- Ez a szócikk részben vagy egészben  a   Brink's-Mat robbery című angol Wikipédia-szócikk ezen változatának fordításán alapul.  Az eredeti cikk szerkesztőit annak laptörténete sorolja fel. Ez a jelzés csupán a megfogalmazás eredetét és a szerzői jogokat jelzi, nem szolgál a cikkben szereplő információk forrásmegjelöléseként.